# Warmer Damm
Het Warmer Damm is een park in de Duitse stad Wiesbaden.
Het park is gelegen in het stadsdeel Nordost in het centrum van de stad. Het is 4,7 ha groot en bestaat in zijn huidige vorm sinds 1861. Het werd van 1859 tot 1861 aangelegd als een Engelse tuin door tuinarchitect Carl Friedrich Thelemann. Het park ligt aangrenzend aan het centrale deel van de Wilhelmstraße en wordt van het vlakbijgelegen Kurpark met Kurhaus enkel gescheiden door het in 1894 voltooide Hessisches Staatstheater dat vlak ten noorden van het park ligt. Oorspronkelijk was de Warmer Damm dan ook een uitbreiding van en aangrenzend aan het Kurpark. Vlak aan het staatstheater bevindt zich in het park een gedenkmonument voor Friedrich von Schiller ontworpen door de Duitse beeldhouwer Joseph Uphues. Ook een standbeeld van keizer Wilhelm I van Johannes Schilling is in het park opgesteld ten oosten van de grote vijver. In 1991 kreeg ook een moderne sculptuur "Gaztelu" van Ricardo Ugarte in het park een plaats.